# Coppa centroamericana 2017
La Coppa centroamericana 2017, nota anche come Central American Cup Tigo 2017 Panama per ragioni di sponsorizzazione, è stata la 14ª ed ultima edizione della Coppa delle nazioni UNCAF (la terza con il nome di Coppa centroamericana), la competizione calcistica per nazione organizzata dall'UNCAF. La competizione si è svolta a Panama dal 13 al 22 gennaio 2017. L'Honduras ha vinto la coppa per la quarta volta nella sua storia.

## Formula
Al torneo avrebbero dovuto partecipare 7 squadre nazionali, suddivise in due gruppi (uno da quattro squadre e l'altro da tre squadre), ma a causa della decisione della FIFA di non annullare la sospensione della federazione calcistica del Guatemala per interferenze politiche sulla nazionale, il 10 febbraio 2016 fu annunciata l'esclusione del Guatemala e fu annunciato il contestuale cambio di formula, con l'introduzione di un unico girone all'italiana di 6 squadre con partite di sola andata.
- Qualificazioni

Nessuna fase di qualificazione. Le squadre sono qualificate direttamente alla fase finale.
- Fase Finale

Girone unico - 6 squadre, giocano partite di sola andata. La vincente si laurea campione UNCAF. Le prime quattro classificate si qualificano alla fase finale della CONCACAF Gold Cup 2017. La quinta classificata accede agli spareggi contro la quinta classificata della Coppa dei Caraibi 2017 per un posto alla CONCACAF Gold Cup 2017.

## Stadi
Il torneo si è giocato in una sola città, Panama.
| Panama                  |
| ----------------------- |
| Stadio Rommel Fernández |
| Capienza: 32.000        |
|                         |
| Panama                  |

## Squadre partecipanti
| Pr. | Squadra     | Data di qualificazione certa | Partecipante in quanto                                         | Partecipazioni precedenti al torneo                                               | Ultima presenza            |
| --- | ----------- | ---------------------------- | -------------------------------------------------------------- | --------------------------------------------------------------------------------- | -------------------------- |
| 1   | Panama      | -                            | Rappresentativa della nazione organizzatrice della fase finale | 11 (1993, 1995, 1997, 2001, 2003, 2005, 2007, 2009, 2011, 2013, 2014)             | Stati Uniti d'America 2014 |
| 2   | Belize      | -                            | Qualificata di diritto                                         | 9 (1995, 1999, 2001, 2005, 2007, 2009, 2011, 2013, 2014)                          | Stati Uniti d'America 2014 |
| 3   | Costa Rica  | -                            | Qualificata di diritto                                         | 13 (1991, 1993, 1995, 1997, 1999, 2001, 2003, 2005, 2007, 2009, 2011, 2013, 2014) | Stati Uniti d'America 2014 |
| 4   | El Salvador | -                            | Qualificata di diritto                                         | 13 (1991, 1993, 1995, 1997, 1999, 2001, 2003, 2005, 2007, 2009, 2011, 2013, 2014) | Stati Uniti d'America 2014 |
| 5   | Honduras    | -                            | Qualificata di diritto                                         | 13 (1991, 1993, 1995, 1997, 1999, 2001, 2003, 2005, 2007, 2009, 2011, 2013, 2014) | Stati Uniti d'America 2014 |
| 6   | Nicaragua   | -                            | Qualificata di diritto                                         | 10 (1997, 1999, 2001, 2003, 2005, 2007, 2009, 2011, 2013, 2014)                   | Stati Uniti d'America 2014 |

Nella sezione "partecipazioni precedenti al torneo", le date in grassetto indicano che la nazione ha vinto quella edizione del torneo, mentre le date in corsivo indicano la nazione ospitante.

## Sorteggio
Il sorteggio della fase a gironi si è tenuto il 25 ottobre 2016 a Panama. Le sette squadre erano state divise in due gironi, uno da quattro squadre e uno da tre. A causa della decisione della FIFA di non annullare la sospensione della federazione calcistica del Guatemala per interferenze politiche sulla nazionale, il 10 febbraio 2016 fu annunciata l'esclusione del Guatemala e fu annunciato il contestuale cambio di formula, con l'introduzione di un unico girone all'italiana di 6 squadre con partite di sola andata.
Sono assegnati 3 punti per la vittoria, 1 punto per il pareggio e 0 per la sconfitta. La classifica viene stilata secondo i seguenti criteri:
- maggior numero di punti conquistati;
- punti conquistati negli scontri diretti;
- differenza reti negli scontri diretti;
- reti realizzate negli scontri diretti;
- miglior differenza reti;
- maggior numero di reti realizzate;
- sorteggio.

## Girone unico

### Classifica
| Pos | Squadra     | P.ti | G | V | N | P | GF | GS | DR  |
| --- | ----------- | ---- | - | - | - | - | -- | -- | --- |
| 1   | Honduras    | 13   | 5 | 4 | 1 | 0 | 5  | 1  | +4  |
| 2   | Panama      | 10   | 5 | 3 | 1 | 1 | 10 | 4  | +6  |
| 3   | El Salvador | 9    | 5 | 3 | 0 | 2 | 6  | 4  | +2  |
| 4   | Costa Rica  | 4    | 5 | 1 | 1 | 3 | 4  | 5  | -1  |
| 5   | Nicaragua   | 4    | 5 | 1 | 1 | 3 | 4  | 5  | -1  |
| 6   | Belize      | 3    | 5 | 1 | 0 | 4 | 1  | 11 | -10 |

Honduras, Panama, El Salvador e Costa Rica qualificate alla CONCACAF Gold Cup 2017.
Nicaragua accede agli spareggi per la CONCACAF Gold Cup 2017.

### Risultati
| Arbitro: | Montero |

|          |           |                           |
| Díaz 34’ | Marcatori | 70’ Galdámez 77’ Corrales |

| Arbitro: | Marrufo |

|  |           |                               |
|  | Marcatori | 4’ Martínez 20’ César de León |

| Arbitro: | Castellanos |

|  |           |           |
|  | Marcatori | 62’ Scott |

| Arbitro: | Ward |

|                                      |           |  |
| Corrales 35’ Velásquez 27’ Mejía 89’ | Marcatori |  |

| Arbitro: | Guerrero |

|                    |           |            |
| Centeno 24’ (rig.) | Marcatori | 48’ García |

| Arbitro: | Aguilar |

|           |           |  |
| Scott 16’ | Marcatori |  |

| Arbitro: | Moncada |

|  |           |            |
|  | Marcatori | 81’ Murgas |

| Arbitro: | Pitti |

|  |           |                      |
|  | Marcatori | 29’ Mendez 36’ Brown |

| Arbitro: | Marrufo |

|                                          |           |  |
| Ruiz 33’ 45’ 66’ García 77’ Figueroa 81’ | Marcatori |  |

| Arbitro: | Aguilar |

|              |           |              |
| Mendieta 60’ | Marcatori | 28’ Martínez |

| Arbitro: | Guerrero |

|  |           |                               |
|  | Marcatori | 18’ Alegria 83’ (rig.) García |

| Arbitro: | Castellanos |

|             |           |  |
| Bryce 45+2’ | Marcatori |  |

| Arbitro: | Ward |

|  |           |              |
|  | Marcatori | 83’ Palacios |

| Arbitro: | Pitti |

|                         |           |             |
| Ramírez 7’ Figueroa 56’ | Marcatori | 76’ Guevara |

| Arbitro: | Moncada |

|  |           |           |
|  | Marcatori | 73’ Solís |

## Premi
Alla conclusione del torneo sono stati assegnati dei premi.
| Premio            | Vincitore           |
| ----------------- | ------------------- |
| Miglior giocatore | Jorge Claros        |
| Miglior marcatore | Eddie Hernández (3) |
| Miglior portiere  | José Calderón       |
| Miglior giovane   | Roberto Domínguez   |
| Fair Play         | Costa Rica          |

## Classifica finale
| Posizione | Squadra     | Premio in denaro |
| --------- | ----------- | ---------------- |
| 1         | Honduras    | $ 60 000         |
| 2         | Panama      | $ 40 000         |
| 3         | El Salvador | $ 30 000         |
| 4         | Costa Rica  | $ 25 000         |
| 5         | Nicaragua   | $ 20 000         |
| 6         | Belize      | $ 15 000         |